# Lionel Cooper
Pour les articles homonymes, voir Cooper.
Jacob Lionel Bakst Cooper (27 décembre 1915 – 8 août 1979) est un mathématicien sud-africain qui a travaillé dans les domaines de la théorie des opérateurs (en), la théorie des transformations (en), la thermodynamique, l'analyse fonctionnelle et les équations différentielles.

## Enfance et formation
Cooper est né à Beaufort West, Western Cape, en Afrique du Sud. À la suite de la mort de son père en 1919, la famille a déménagé au Cap, où il est scolarisé à la South African College School (en). Ses capacités ont été rapidement remarquées et il a été encouragé à devenir rabbin. Toutefois, il a rejeté  la foi juive et à la place il étudie les mathématiques et la physique à l'Université du Cap, où il a remporté le prix du Gouverneur Général en mathématiques pures. Il a pris une part active à la politique scolaire en devenant député socialiste du Parlement des Étudiants, avec de fortes opinions contre le racisme et le nazisme.
Il a gagné une Bourse Rhodes à Oxford et a commencé à étudier au Queen's College en 1935, où il obtient son doctorat en 1940, sous la supervision de Edward Charles Titchmarsh. Son travail a un impact immédiat et dès le mois de janvier 1939, il a été invité à s'exprimer lors du séminaire Hadamard au Collège de France.
Alors qu'il est à Oxford, il a rejoint le parti communiste, où il a rencontré sa future épouse, Kathleen Dixon. Réformé du service actif en raison de sa mauvaise vue, il a travaillé pour la Bristol Aeroplane Company de 1940 à 1944. La signature du pacte de non-agression entre la Russie les Nazis l'a poussé à quitter le parti communiste.

## Carrière universitaire
À partir de 1944, il a donné des conférences au Birkbeck College et pour un court laps de temps à l'Imperial College de Londres, et il a reçu le Prix Berwick en 1949. Sa correspondance de cette année comporte deux lettres d'Albert Einstein au sujet de possibles incohérences logiques dans la mécanique quantique, en l'occurrence le paradoxe d'Einstein-Podolsky-Rosen.
En 1951, il est nommé professeur à l'Université de Cardiff, où il resta jusqu'en 1963, à part une pause en 1954 quand il a passé quelque temps à l'Université du Witwatersrand. De 1952 à 1959, il a édité les actes de la London Mathematical Society. Après son départ de Cardiff, il a passé trois ans en Amérique du Nord, en tant que professeur invité à Caltech au cours de l'année 1964, suivie d'un séjour de deux ans à l'Université de Toronto. Alors qu'il se trouve à Toronto, il a édité le Journal canadien de mathématiques.
En 1967, il est retourné au Royaume-Uni pour servir en tant que chef du département de mathématiques du nouvellement constitué Chelsea College, Université de Londres, où il est resté jusqu'à sa mort.

## Travaux mathématiques
Au sein de la théorie des opérateurs (en), Cooper a travaillé dans le domaine des opérateurs linéaires sur les espaces de Hilbert réels ou complexes. Il a étudié les opérateurs surabondants qui émergent à partir de la théorie quantique, et il étend le travail de Frigyes Riesz et John von Neumann.
Au sein de la théorie des transformations (en), il a travaillé sur la représentation et de l'unicité de la transformation intégrale, sur l'approximation, et sur les transformations linéaires qui satisfont les relations fonctionnelles découlant de représentations de groupes linéaires (en). En cela, il a travaillé en étroite collaboration avec P. L. Butzer de l'Université technique de Rhénanie-Westphalie à Aix-la-Chapelle.